# Theodoros Kolokotronis
Theodoros Kolokotronis, grški general, * 3. april 1770, Ramavouni, † 4. februar 1843, Atene.